# Oak Park (Illinois)
Pour les articles homonymes, voir Oak Park.
Oak Park est une ville située en banlieue ouest de Chicago, dans l'État de l'Illinois. Avec une population de 51 878 habitants, il s'agit de la 29e ville la plus peuplée de l'Illinois selon le recensement de 2010 aux États-Unis.

## Présentation
Oak Park a été créé à partir des années 1830, avec une croissance rapide plus tard au XIXe siècle et au début du XXe siècle. Elle devient une municipalité en 1902, par division de Cicero. Le développement a été stimulé par les chemins de fer et les tramways reliant le village aux emplois à Chicago. L'architecte Frank Lloyd Wright et son épouse s'installèrent à Oak Park en 1889. La population atteignit un sommet de 66 015 habitants en 1940. Le nombre de familles plus réduites entraîna la chute de la population dans le même nombre de maisons et d'appartements. Dans les années 1960, Oak Park a été confronté au défi de l'intégration raciale en élaborant de nombreuses stratégies pour intégrer le village plutôt que de le réorganiser. Oak Park comprend trois districts pour les maisons historiques : Ridgeland, Frank Lloyd Wright et Seward Gunderson, ce qui témoigne de l’importance accordée à la préservation du patrimoine bâti.

## Histoire
En 1837, Joseph Kettlestrings achète 172 acres de terrain à l'ouest immédiat de Chicago. En 1850, la construction du Galena & Chicago Union Railroad permit à la ville d'être desservie par le train. La population augmente fortement dans les années 1870, à la suite du grand incendie de Chicago. En 1902, le village est officiellement créé, après référendum. Une des caractéristiques d'Oak Park est que la prohibition y fut maintenue jusqu'en 1973 pour les hôtels et restaurants, et 2002 pour les épiceries. Elle comporte également plusieurs réalisations architecturales de l'École de Chicago, notamment du mouvement dit Prairie School, particulièrement représenté sur le territoire de la commune avec notamment l'église Unity Temple, la maison et studio de Frank Lloyd Wright et plusieurs résidences de particuliers, telles que la maison William G. Fricke.

## Géographie
Oak Park s'étale sur 12,2 km2, à l'ouest immédiat de Chicago, au nord de Cicero, Berwyn et Forest Park, et à l'est de River Forest. À l'est, la ville borde Austin Boulevard, qui est la limite qui sépare Oak Park de la ville de Chicago.

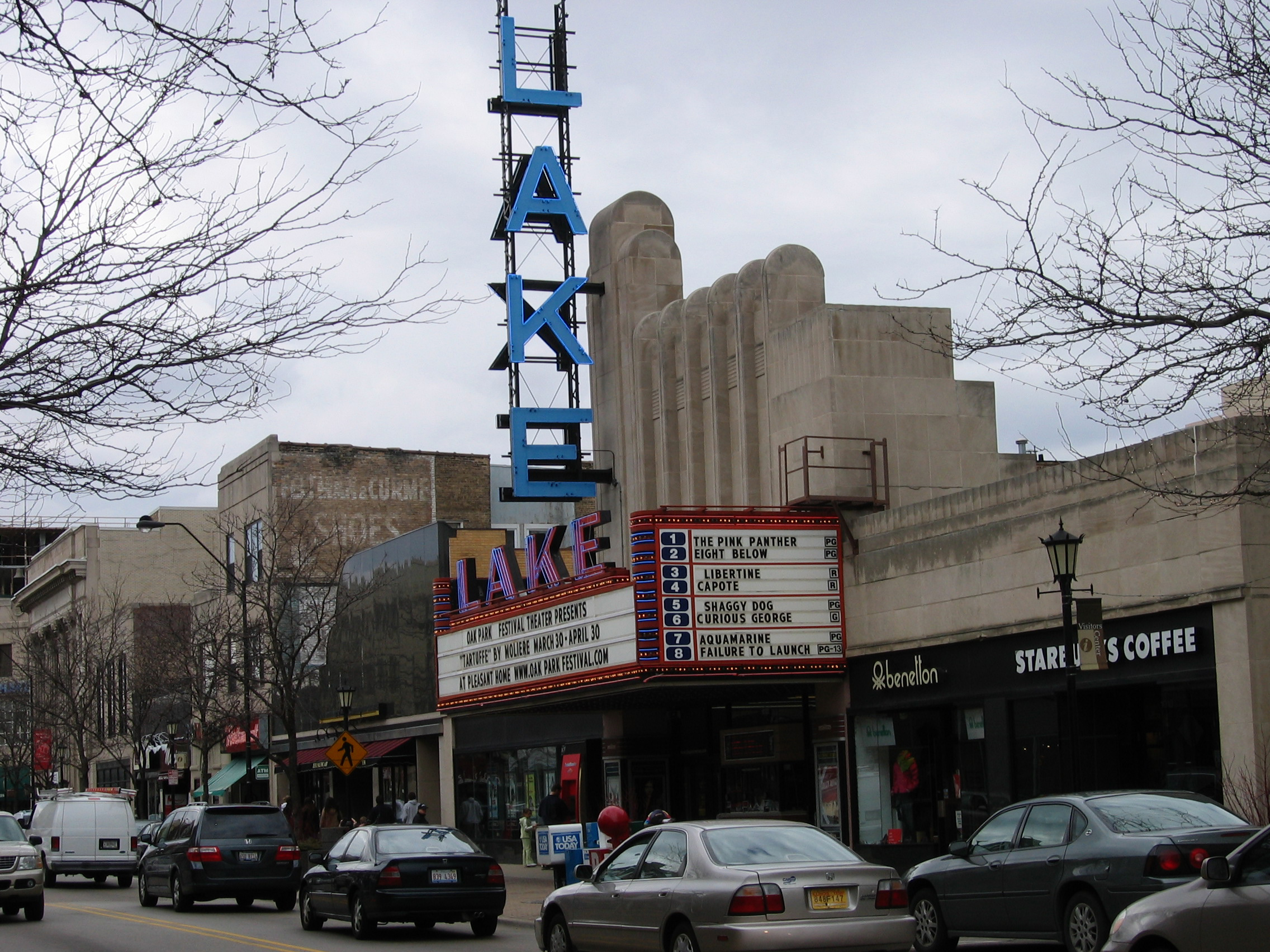
Le Village
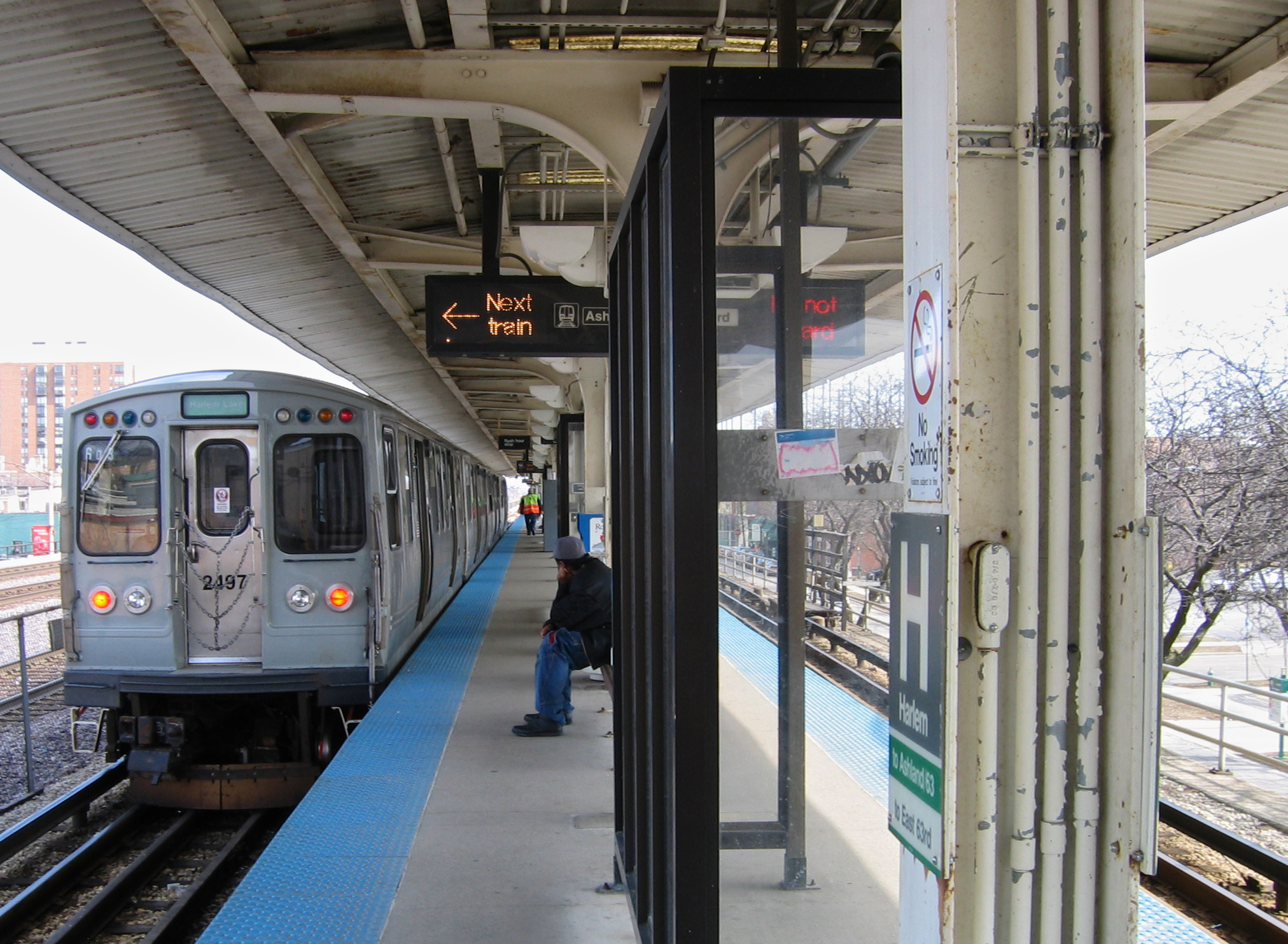
Harlem greenline station
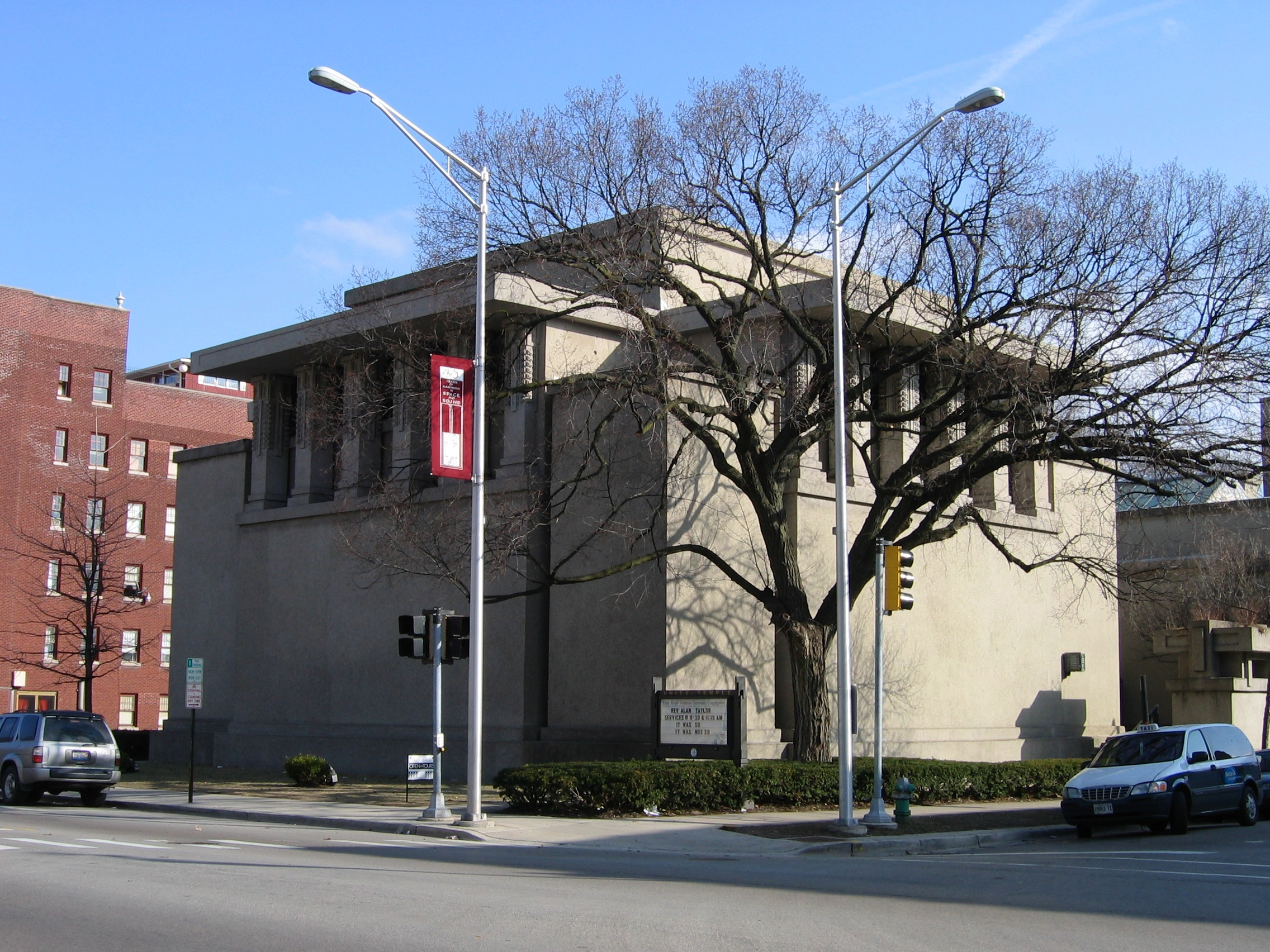
Park unity temple

## Transports

### Transports en commun
Oak Park est accessible depuis Chicago par les lignes verte et bleue du métro de Chicago. Oak Park dispose également d' une gare du réseau de trains de banlieue Metra. La Chicago Transit Authority (CTA) et le réseau de bus Pace assurent également le service de transport en commun dans Oak Park et les autres banlieues.

## Personnalités liées à la ville
- Tom Perkins (1932-2016), homme d'affaires, né à Oak Park.
- Doris Humphrey (1895-1958), danseuse, chorégraphe, et pédagogue de danse moderne, née à Oak Park
- John G. Avildsen (1935-2017), cinéaste surtout connu pour avoir réalisé Rocky, né à Oak Park.
- Iman Shumpert (26 juin 1990), joueur professionnel de Basket-ball, née à Oak Park
- Edward Egan (1932-2015), archevêque de New York, né à Mal Park

Sont nés à Oak Park Carl Rogers, Derrick Fluegge, Ernest Hemingway, Edith Nash et Betty White. Frank Lloyd Wright y habitait et y a dessiné de nombreux bâtiments. On trouve aussi, provenant de cette ville : Ray Kroc (fondateur de la société McDonald's), l'actrice Mary Elizabeth Mastrantonio, la comédienne Kathy Griffin, le musicien Anand Bhatt, les acteurs Thomas Lennon, Bob Newhart et Johnny Galecki, l'écrivain Carol Shields, Matthew et Eleanor Friedberger du groupe de rock indépendant The Fiery Furnaces, l'artiste Leslie Erganian, et la musicienne électronique Saskrotch. Le doubleur anglais d'Homer Simpson, Dan Castellaneta, est né à Chicago mais a grandi à Oak Park.
L'auteur de bande dessinée Chris Ware y réside actuellement, tout comme Gene Ha, John Mahoney, Anand Bhatt et Ben Weasel (en). Ses anciens habitants célèbres incluent le créateur de Tarzan Edgar Rice Burroughs, le chimiste Percy Julian, le poète Charles Simic, le cryptographe Bruce Schneier, le rappeur Ludacris, le mafieux Sam Giancana, l'astronome Chadwick Trujillo, le groupe de rock métal Veil of Maya, et le réalisateur John Sturges.